# Лілія біла
Лі́лія бі́ла (Lilium candidum, ще одна поширена з англ. мови назва Мадонна; заст. укр. крин) — багаторічна цибулинна рослина, один з видів роду лілія (Lilium) родини лілійних.
Це єдиний вид з середземноморським типом розвитку.

## Опис

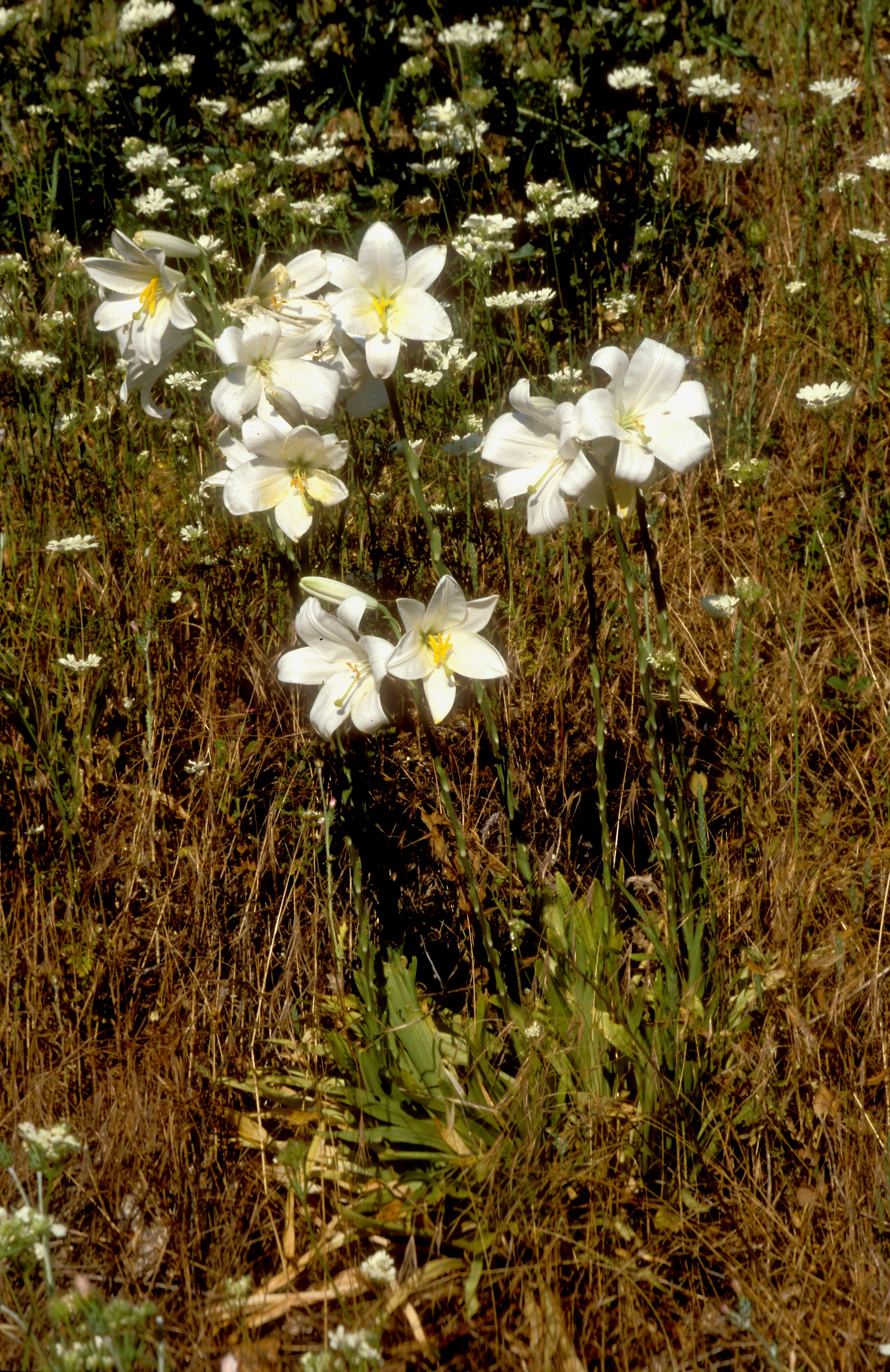
Лілія біла у дикорослому стані, Греція

Лілія біла — це рослина з багаторічною цибулиною, яка складається з м'ясистого листя.
Стебло — пряме, просте, облистнене, заввишки — 90—110 см. Листки чергові, оберненоланцетні, хвилясті; нагорі стебла — ланцетні, гострі.
Двостатеві квітки — 5-20 на рослині, діаметром 5-7 см, широковоронковидні, правильні, великі, спрямовані догори або косо догори, зібрані в коротку китицю. Квіти білого з жовтавим при основі кольору, дуже запашні. Цвіте лілія біла в червні—липні. Плід — коробочка.
Лілія біла не стійка для шкідників і вірусних захворювань.

## Поширення і використання

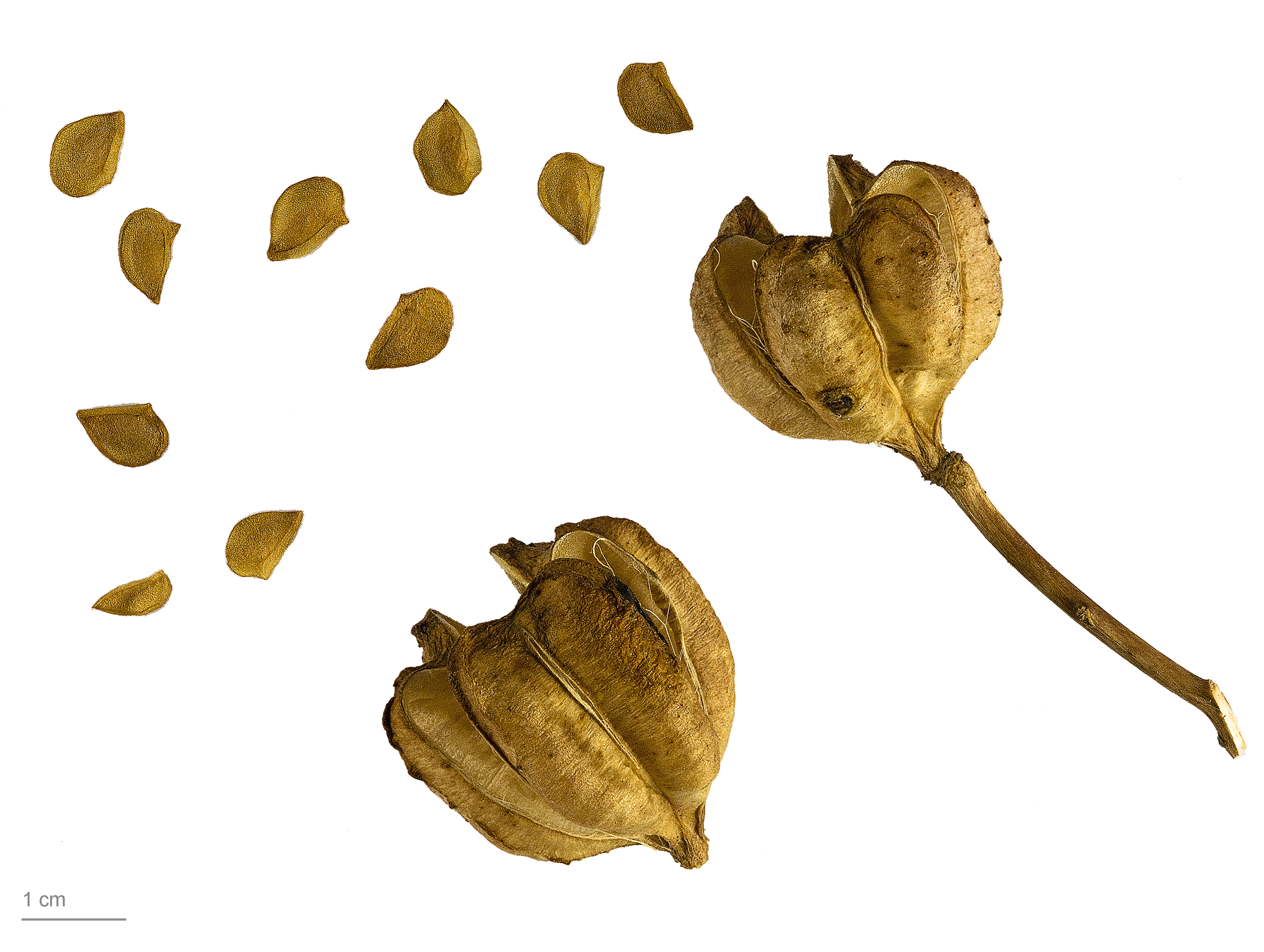
Lilium candidum — Тулузький музей

Лілія біла походить з Близького Сходу із регіону Середземномор'я, зокрема Балкан і островів Греції.
Зараз лілію білу, зокрема і в Україні, розводять у садах і на квітниках як декоративну рослину.
З лікувальною метою використовують цибулини, листя і квітки лілії білої, проте рослина не є офіційною, тому що її хімічний склад до кінця не вивчено.
Лілію білу широко застосовують у народній медицині.

## У культурі

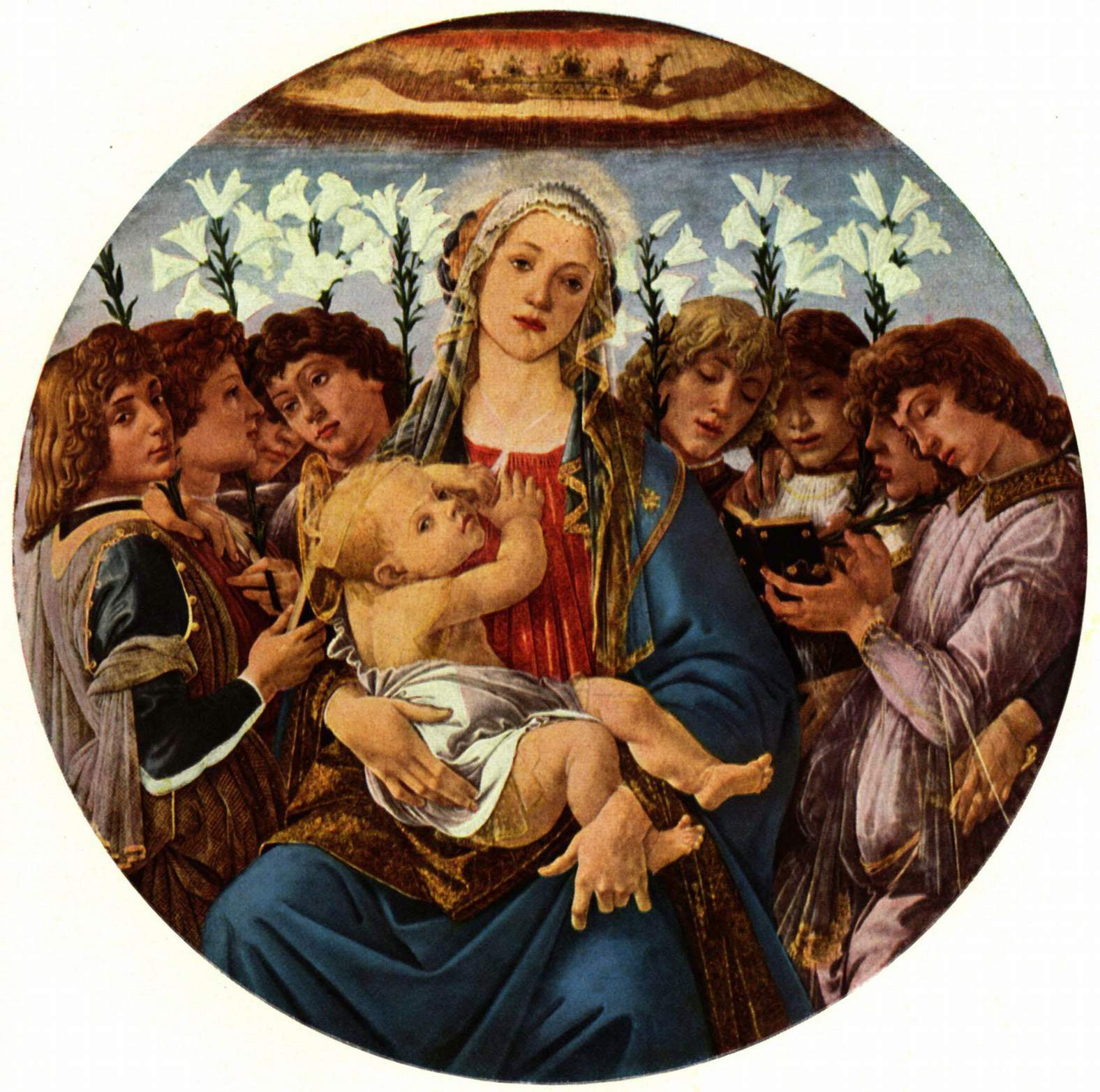
Мадонна з 7 янголами, Сандро Боттічеллі, бл. 1477

- У Європі здавна зображують лілію білу — її малюнки були знайдені на мурах мінойського палацу Кносс на Криті, а за Середньовіччя західноєвропейські зображення Діви Марії часто оповивали букети з білих лілій (через що квітка дістала свою другу назву).
- Деякий час (1963—1999) лілія біла була офіційною квіткою-символом провінції Квебек, але через те, що є не типовою і не росте в Канаді у природному середовищі, її було змінено на іншу квіткову рослину.